# Chi Dứa dại
Chi Dứa dại (danh pháp khoa học: Pandanus) là một chi thực vật có hoa trong họ Dứa dại (Pandanaceae), được Sydney Parkinson mô tả khoa học đầu tiên năm 1773. Chi này phân bố rộng rãi ở cựu thế giới, được tìm thấy nhiều ở Madagascar và Malaysia, và có trên 600 loài đã được công nhận. Năm 2012, dựa vào phân tích kiểu hình và giải trình tự DNA, một số loài thuộc chi Pandanus, phân chi Acrostigma đã được tách biệt thành chi Benstonea.

## Các loài
Theo Thực vật chí Thế giới Trực tuyến (WFO), tính đến nay có 605 loài, 21 thứ, 2 phân loài và 1 dạng thuộc Chi Dứa dại. Ở Việt Nam, có 20 loài đã được tìm thấy.
- Pandanus aldabraensis H.St.John
- Pandanus amaryllifolius Roxb. ex Lindl. - Lá dứa; Lá nếp; Dứa thơm
- Pandanus balfourii Martelli
- Pandanus barkleyi Balf.f.
- Pandanus bipollicaris H.St.John - Dứa chót chẻ
- Pandanus boninensis Warb.
- Pandanus candelabrum P.Beauv.
- Pandanus capusii Martelli - Dứa nhím
- Pandanus carmichaelii R.E.Vaughan & Wiehe
- Pandanus ceratostigma Martelli - Dứa Nha Trang
- Pandanus ceylanicus Solms
- Pandanus christmatensis Martelli
- Pandanus clandestinus Stone
- Pandanus conglomeratus Balf.f.
- Pandanus corniferus H.St.John - Dứa sừng
- Pandanus conoideus Lam.
- Pandanus decastigma B.C.Stone
- Pandanus decipiens Martelli
- Pandanus decumbens Solms
- Pandanus drupaceus Thouars
- Pandanus elatus Ridl.
- Pandanus eydouxia Balf.f.
- Pandanus fanningensis H.St.John
- Pandanus fibrosus Gagnep. - Dứa nước
- Pandanus forsteri C.Moore & F.Muell.
- Pandanus furcatus Roxb. - Dứa dạng nĩa
- Pandanus gabonensis Huynh
- Pandanus glaucocephalus R.E.Vaughan & Wiehe
- Pandanus halleorum B.C.Stone
- Pandanus heterocarpus Balf.f.
- Pandanus horizontalis St. John - Dứa nuốm ngang
- Pandanus iceryi Horne ex Balf.f.
- Pandanus incertus R.E.Vaughan & Wiehe
- Pandanus joskei Horne ex Balf.f.
- Pandanus julianettii Martelli - karuka
- Pandanus kaida Kurz - Dứa dại; Dứa kaida
- Pandanus kajui Beentje
- Pandanus lacuum H.St.John ex B.C.Stone
- Pandanus laxespicatus Martelli
- Pandanus livingstonianus Rendle
- Pandanus leram Jones ex Voigt
- Pandanus microcarpus Balf.f.
- Pandanus montanus Bory
- Pandanus multispicatus Balf.f.
- Pandanus multidrupaceus St. John. - Dứa nhiều nhân
- Pandanus nanofrutex B.C.Stone - Dứa bụi nhỏ
- Pandanus odorifer (Forssk.) Kuntze
- Pandanus obeliscus Thouars
- Pandanus palustris Thouars
- Pandanus parvicentralis Huynh
- Pandanus prostratus Balf.f.
- Pandanus pyramidalis Barkly ex Balf.f.
- Pandanus rigidifolius R.E.Vaughan & Wiehe
- Pandanus sechellarum Balf.f.
- Pandanus spathulatus Martelli
- Pandanus spiralis R.Br.
- Pandanus tectorius Parkinson ex Du Roi - Dứa gỗ; Dứa dại gỗ
- Pandanus tenuifolius Balf f.
- Pandanus teuszii Warb.
- Pandanus thomensis Henriq.
- Pandanus tonkinensis B.C.Stone - Dứa Bắc Bộ; Dứa dại
- Pandanus urophyllus Hance - Dứa đuôi; Dứa dại; Dứa chẻ
- Pandanus utilis Bory - Dứa dại
- Pandanus vandermeeschii Balf.f.
- Pandanus verecundus Stone